# Саад Самір
Саад Ель-Дін Самір (араб. سعد الدين سمير, нар. 1 квітня 1989, Бенха, Єгипет) — єгипетський футболіст, захисник національної збірної Єгипту та клубу «Аль-Аглі».

## Клубна кар'єра
У дорослому футболі дебютував 2009 року виступами за команду клубу «Аль-Аглі».
Протягом 2010—2011 років на правах оренди захищав кольори команди клубу «Ель Мокаволун аль-Араб».
2011 року уклав орендну угоду з клубом «Аль-Масрі», у складі якого провів наступний рік своєї кар'єри гравця.
До складу клубу «Аль-Аглі» повернувся 2012 року.

## Виступи за збірні
Протягом 2009—2012 років залучався до складу молодіжної збірної Єгипту. На молодіжному рівні зіграв у 22 офіційних матчах.
2012 року захищав кольори олімпійської збірної Єгипту. У складі цієї команди провів 4 матчі. У складі збірної — учасник футбольного турніру на Олімпійських іграх 2012 року у Лондоні.
2013 року дебютував в офіційних матчах у складі національної збірної Єгипту.
У складі збірної був учасником Кубка африканських націй 2017 року у Габоні.
| Дата       | Місто        | Господарі | Результат | Гості    | Турнір                                      | Голи | Примітки |
| ---------- | ------------ | --------- | --------- | -------- | ------------------------------------------- | ---- | -------- |
| 10-10-2014 | Габороне     | Ботсвана  | 0 – 2     | Єгипет   | Відбір до Кубка африканських націй 2015     | -    |          |
| 15-10-2014 | Каїр         | Єгипет    | 2 – 0     | Ботсвана | Відбір до Кубка африканських націй 2015     | -    |          |
| 14-11-2015 | Нджамена     | Чад       | 1 – 0     | Єгипет   | Відбір до ЧС 2018                           | -    | 71'      |
| 17-11-2015 | Александрія  | Єгипет    | 4 – 0     | Чад      | Відбір до ЧС 2018                           | -    |          |
| 08-01-2017 | Каїр         | Єгипет    | 1 – 0     | Туніс    | товариський матч                            | -    |          |
| 29-01-2017 | Порт-Жантіль | Єгипет    | 1 – 0     | Марокко  | Кубок африканських націй 2017 - чвертьфінал | -    | 90+3'    |
| Усього     |              | Матчів    | 6         |          | Голів                                       | 0    |          |

## Титули і досягнення
- Срібний призер Кубка африканських націй: 2017